# 德威特 (伊利諾伊州)
德威特（英語：DeWitt）是位於美國伊利諾伊州德威特縣的一個村落。

## 地理
德威特的座標為40°11′02″N 88°47′10″W / 40.18389°N 88.78611°W，而該地最高點為海拔高度224米（即735英尺）。

## 人口
根據2010年美國人口普查的數據，德威特的面積為0.68平方千米，當中陸地面積為0.68平方千米，而水域面積為0.00平方千米。當地共有人口164人，而人口密度為每平方千米241人。